# Yates City (Illinois)
Yates City es una villa ubicada en el condado de Knox en el estado estadounidense de Illinois. En el Censo de 2010 tenía una población de 693 habitantes y una densidad poblacional de 516,54 personas por km².

## Geografía
Yates City se encuentra ubicada en las coordenadas 40°46′41″N 90°0′51″O / 40.77806, -90.01417. Según la Oficina del Censo de los Estados Unidos, Yates City tiene una superficie total de 1.34 km², de la cual 1.34 km² corresponden a tierra firme y (0%) 0 km² es agua.

## Demografía
Según el censo de 2010, había 693 personas residiendo en Yates City. La densidad de población era de 516,54 hab./km². De los 693 habitantes, Yates City estaba compuesto por el 97.98% blancos, el 0.14% eran afroamericanos, el 0% eran amerindios, el 0.14% eran asiáticos, el 0% eran isleños del Pacífico, el 0% eran de otras razas y el 1.73% pertenecían a dos o más razas. Del total de la población el 0.29% eran hispanos o latinos de cualquier raza.